# Кузяево (Раменский район)
Кузяево — деревня в Раменском районе Московской области; одноимённая станция железной дороги; Казанское направление с Казанского вокзала.

## Образование
В деревне располагается одно отделение среднего общего образования и одно отделение дошкольного образования:
- МДОУ Детский сад комбинированного вида №66[3]
- МОУ Кузяевская основная общеобразовательная школа[4]

## Население
| 1926 | 2002 | 2010 |
| ---- | ---- | ---- |
| 779  | ↘342 | ↗372 |